# Ernest Zozuń
Ernest Zozuń (ur. 1968 w Warszawie) – polski dziennikarz, reportażysta, korespondent radiowy i telewizyjny, reporter, prezenter i lektor. Długoletni dziennikarz Polskiego Radia, obecnie związany z TVP Info.
Jeden z korespondentów międzynarodowych w Programie III Polskiego Radia, korespondent wojenny – relacjonował dla Polskiego Radia oraz TVP wojny w Jugosławii, Czeczenii, Afganistanie i Iraku. Absolwent psychologii na Uniwersytecie Warszawskim.

## Kariera

### Radio
Pracę rozpoczął w redakcji programów dla szkół i przedszkoli Programu IV Polskiego Radia (później Bis/Euro) oraz w Programie III Polskiego Radia w redakcji aktualności.
Autor wielu słuchowisk edukacyjnych oraz programów dla dzieci, nagradzanych w kraju i na świecie reportaży, wydawca bloków programowych w Polskim Radiu Zapraszamy do Trójki oraz Radioaktywny Magazyn Reporterów.
Jest reportażystą i dziennikarzem śledczym, pracującym w Studiu Reportażu i Dokumentu Polskiego Radia od 2003 do odejścia z Polskiego Radia. Wraz z Hanną Bogoryja-Zakrzewską jest autorem wielu reportaży radiowych, w tym kampanii radiowych Jesteśmy przeciw walczącej z nieuczciwymi i niekompetentnymi urzędnikami oraz Stop Korupcja, koncentrującej się na sprawach związanych z nieprawidłowościami i nadużyciami w instytucjach publicznych i państwowych, które zostały wyróżnione przez KRRiT, Fundację im. Stefana Batorego, Stowarzyszenie Dziennikarzy Polskich oraz były nominowane do nagród Transparency International (2003), Prix Europa w Berlinie (2002).
W latach 2003–2005 był korespondentem Polskiego Radia w Iraku (w ramach Informacyjnej Agencji Radiowej), gdzie oprócz codziennych informacji reporterskich i wywiadów przekazywał w formie felietonów i reportaży codzienność Polskiego Kontyngentu Wojskowego w Iraku, za co w 2004 został odznaczony srebrnym medalem za „Zasługi dla obronności kraju”, a w 2012 roku otrzymał złoty medal za „Zasługi dla obronności kraju”.
W latach 2006–2007 był korespondentem Polskiego Radia w Moskwie (IAR). Od roku 2008 był jednym z współautorów codziennego Zapraszamy do Trójki oraz autorem audycji o tematyce międzynarodowej w Programie III PR „3 strony świata”.
W sierpniu 2020 kierownictwo Polskiego Radia, poinformowało, że w jesiennej ramówce prowadzone przez niego audycje na antenie radiowej Trójki nie będą już nadawane. Zaproponowano mu przejście do Informacyjnej Agencji Radiowej, przeciwko czemu wyraził swój stanowczy protest. W listopadzie 2020 został natomiast dyscyplinarnie zwolniony z Polskiego Radia. W sierpniu 2024 roku wrócił do tej stacji radiowej. Od listopada 2024 pracuje w Polskie Radio 24.
W grudniu 2020 dołączył do zespołu Radia 357, gdzie zajmował się prowadzeniem audycji popołudniowej. Z końcem stycznia 2024 zakończył pracę w tej rozgłośni. 

### Telewizja
Od stycznia 2024 na antenie TVP Info prowadzi magazyn o tematyce międzynarodowej Oko na świat.

## Nagrody i nominacje
Jest laureatem Grand Prix na międzynarodowym konkursie twórczości radiowej Prix Bohemia w 1995 (za reportaż o wojnie w Czeczenii), zdobywcą nagrody głównej w kategorii radiowej na Festiwalu Mediów w Łodzi w 1996 oraz Tęczowego Lauru za Radioaktywny Magazyn Reporterów w Programie III Polskiego Radia. Ponadto otrzymał nagrodę Grand Press w 2002 (Reportaż Radiowy) za reportaże „Tajna rzecz publiczna” i serial radiowy „Emilia – niewolnica tajemnicy”. Był nominowany do nagrody „Melchiory 2004” w kategorii Reportażysta Roku oraz wielokrotne do nagrody Grand Press – m.in. w 2005 roku (za reportaż „Radni na swoich dróżkach”).
W 2012 roku otrzymał prestiżowy „Złoty Mikrofon” „za pasję i odwagę oraz za stworzenie formy reportażu, w której publicystyczne zaangażowanie łączy z artystyczną formą”.